# 现代光学仪器国家重点实验室
现代光学仪器国家重点实验室是位于中国浙江省杭州市的一个国家重点实验室，隶属于浙江大学。1995年建成并通过国家验收，1996年正式开放。

## 研究方向
设五个研究方向：
- 精密光学检测技术及仪器
- 光学与光电子薄膜
- 光辐射测量与光谱技术
- 激光与非线性光学
- 光子信息技术